# E.T. the Extra-Terrestrial (album)
E.T. the Extra-Terrestrial (conosciuto anche con il titolo The E.T. Storybook) è un audiolibro inciso appositamente per l'omonimo film del 1982 diretto da Steven Spielberg (da non confondere con la colonna sonora del film stesso, che venne diffusa circa nello stesso periodo). 

## Descrizione
Narrato dal cantante statunitense Michael Jackson, fu prodotto ed arrangiato da Quincy Jones e distribuito dalla MCA Records nel novembre 1982, circa un mese prima della pubblicazione del best seller di Jackson Thriller. La registrazione dell'audiolibro portò la popstar a collaborare nuovamente con personaggi quali Rod Temperton, Freddy Demann e Bruce Swedien, con i quali aveva già lavorato in passato.
L'album venne ritirato dal mercato poco tempo dopo la pubblicazione a causa di un ricorso giurisdizionale adottato dall'allora casa discografica del cantante, la Epic Records, nei confronti della MCA Records.

## Accoglienza
Durante la sua permanenza sul mercato discografico, l'E.T. Storybook raggiunse la posizione numero 82 nella classifica britannica, fu ben accolto dalla critica e permise a Jackson di vincere un Grammy Award nel 1984 nella categoria "Migliore incisione per bambini".

## Tracce
1. Someone in the Dark (Opening Version) – 4:58 (Alan Bergman, Marilyn Bergman, Rod Temperton)
2. Landing – 3:24 (John Williams)
3. Discovery – 11:32 (John Williams)
4. Home – 6:09 (John Williams)
5. Intrusion – 5:23 (John Williams)
6. Chase – 3:18 (John Williams)
7. Good-Bye – 2:25 (John Williams)
8. Someone in the Dark (Closing Version) – 3:04 (Alan Bergman, Marilyn Bergman, Rod Temperton)

Durata totale: 40:13